# فروتویل (تگزاس)
فروتویل، تگزاس(به انگلیسی: Fruitvale, Texas) شهری در ایالت تگزاس از ایالات جنوبی ایالات متحده آمریکا است. در سرشماری سال ۲۰۰۰، جمعیت این شهر ۴۱۸ نفر اعلام شد.